# Aberlady
Aberlady är en ort i Storbritannien.   Den ligger i kommunen East Lothian och riksdelen Skottland, i den centrala delen av landet, 500 km norr om huvudstaden London. Aberlady ligger 12 meter över havet och antalet invånare är 876.
Terrängen runt Aberlady är platt. Havet är nära Aberlady åt nordväst. Runt Aberlady är det ganska tätbefolkat, med 56 invånare per kvadratkilometer. Närmaste större samhälle är Haddington, 7,5 km sydost om Aberlady. Trakten runt Aberlady består till största delen av jordbruksmark.